# Metamorphoses (Claes)
Metamorphoses is een bundel in het Latijn vertaalde gedichten van de hand van Paul Claes.

## Geschiedenis
Claes publiceerde eigen gedichten, vertaalde gedichten uit andere talen naar het Nederlands, maar vertaalde ook gedichten naar andere talen. Bekend is vooral de vertaling van het gedicht Cheops van J.H. Leopold naar het Engels die hij samen met Christine D'haen maakte; D'haen had aan deze vertaling bij verschijning zo'n veertig jaar gewerkt. Die vertaling verscheen bij een private press, de Regulierenpers in 1985. Het was niet de eerste keer dat er werk van Paul Claes bij de Regulierenpers van de bevriende uitgever Ben Hosman verscheen.
Claes vertaalde gedichten van bekende dichters in het Latijn. Onder hen zijn er uit de verschillende taalgebieden. In de bundel zijn vertaalde gedichten opgenomen van onder anderen de Nederlandstalige dichters P.C. Boutens, Christine D'haen en Paul van Ostaijen. De volledige titel luidt: Metamorphoses. Carmina poetarum recentiorum in Latinum vertit. Naast de oorspronkelijke versie op de even pagina's zijn op de keerzijde de vertalingen in het Latijn afgedrukt. De bundel omvat 64 pagina's en 24 gedichten met hun vertalingen.

### Uitgave
De uitgave verscheen eind 1991. Het was de eerste uitgave van de Regulierenpers die niet met loden letters maar elektronisch was gedrukt. De oplage was zeer beperkt en bedroeg 24 'op de pers' romeins genummerde exemplaren. In januari 1992 zond Ben Hosman een folder rond waarin hij een herdruk aankondigde waarop ingetekend kon worden daar de eerste druk bestemd was "voor de auteur en enkele vrienden, ter inlossing van een oude schuld". De prospectus geeft aan dat de tweede druk zou verschijnen op wit Hahnemühle Zerkall-Bütten, lichtgetint Ingres-Bütten en op japans papier, in beginsel genaaid gebrocheerd in stofomslag maar het boek zou ook in een band gezet kunnen worden.
Die tweede druk verscheen uiteindelijk pas jaren later, namelijk in 1999. Het betreft een ongewijzigde herdruk maar de tekst werd wel opnieuw gezet, uit de letter Spectrum, en gedrukt op een ander formaat. De oplage bedroeg nu 25 exemplaren waarvan een uniek exemplaar op japans werd afgedrukt en in halfleer werd gebonden.